# Laurent de Belgique
Pour les articles homonymes, voir Laurent.
Laurent de Saxe-Cobourg,, prince de Belgique, né le 19 octobre 1963 au château du Belvédère, est le troisième enfant du roi Albert II, frère cadet de l'actuel roi Philippe et est quinzième dans l'ordre de succession au trône de Belgique.

## Biographie

### Enfance et formation
Comme son frère Philippe, Laurent effectue ses études primaires en français au collège Saint-Michel d'Etterbeek, où il est un élève turbulent. Ensuite, il séjourne deux ans en internat à l'école abbatiale de Lophem en Flandre-Occidentale où ses connaissances insuffisantes du néerlandais lui posent des problèmes. De plus, il ne s'y plaît pas et fait une fugue avant d'être retrouvé par la police sur l'autoroute E40.[réf. nécessaire]
En septembre 1977, le prince entre au collège Pie X d'Anvers. À 14 ans, il y recommence pour la troisième fois sa première année secondaire. Durant la semaine, il loge dans une famille d'accueil anversoise et retourne le week-end au château du Belvédère. À la fin de trois années difficiles, Laurent obtient enfin son diplôme de l'enseignement secondaire inférieur en 1980 à quelques mois de ses 17 ans.
Le prince passe ensuite l'année scolaire 1980-1981 à l'École royale des Cadets[réf. nécessaire] à Laeken, mais son niveau en mathématiques est trop faible pour rester dans cet établissement. Son père, le prince de Liège, décide alors de lui faire suivre pendant deux ans des cours privés au château du Belvédère avec le professeur Rudy Bogaerts. Cet enseignement personnalisé porte ses fruits : il obtient son diplôme de l'enseignement secondaire devant le jury central en juin 1983.
En septembre 1983, le prince Laurent entre à l'École royale militaire dans la 123e promotion toutes armes. Il y reste une année. À cette époque, à la suite d'une dispute avec ses parents, il quitte le Belvédère et s'installe au château de Laeken avec le roi Baudouin et la reine Fabiola. Après l'École royale militaire, Laurent entame à l'Université catholique de Louvain des études de vétérinaire qu'il abandonne ensuite. Cet amour des animaux l'avait déjà poussé à demander à sa mère un stage chez un vétérinaire comme cadeau pour son dix-huitième anniversaire.
Au début des années 1990, le prince Laurent quitte Laeken pour emménager quelque temps chez la famille Solvay à La Hulpe. Il termine sa formation par plusieurs stages à l'étranger : dans l'entreprise américaine Battelle Memorial Institut, à l'université californienne de Berkeley, à la Banque mondiale, au Fonds monétaire international, etc. Cette série de stages se clôture en 1993 à Bruxelles à la Commission européenne.

### Statut officiel
En 1991, la Chambre et le Sénat votent un projet de loi abolissant la loi salique dans l'ordre de succession. Le prince Laurent est alors septième dans l'ordre de succession au trône de Belgique, sa sœur et ses enfants (le troisième étant né cette année-là) s'insérant entre son frère et lui.
À la suite de l'accession au trône d'Albert II en 1993, le prince Laurent sort de l'ombre, car il est fils du roi. Le prince reçoit d'ailleurs le grand cordon de l'ordre de Léopold le 6 août 1993, sept jours après le décès du roi Baudouin.
À l'occasion de ses 30 ans, en octobre 1993, Laurent est le premier enfant du nouveau couple royal à répondre à des interviews pour la presse belge. Il s'installe à la Villa Clémentine, une maison construite pour lui à Tervuren par la Donation royale.
Du 31 mai 2000 au 25 mai 2014, il est sénateur de droit.
Depuis le 2 septembre 2023, avec la naissance de sa petite-nièce, Alix, la seconde fille d’Amedeo, Laurent est relégué au 14e rang dans l’ordre de succession au trône.

### Vie active
Du côté militaire, Laurent choisit, comme son grand-oncle, le comte de Flandre, et son père, le prince de Liège, d'entrer dans la Force navale. En septembre 1985, il est nommé enseigne de deuxième classe, c'est-à-dire officier en formation. Il prête serment en tant qu'officier le 30 octobre suivant.
D'avril à juin 1988, il commence une spécialisation pour devenir pilote d'hélicoptère avec quarante heures de vol à son actif. Il entame également une formation de plongeur. À l'occasion du Jour de la Marine à Bruges, le prince Albert remet le 20 juillet 1989 l'insigne de plongeur à son fils cadet. En 1989-1990, il effectue 90 heures de vol supplémentaires. Le roi Baudouin lui épingle ses ailes de pilote d'hélicoptère le 20 mars 1990.
Le 11 juillet 1994, le prince devient le président du tout nouvel Institut royal pour la gestion durable des ressources naturelles et la promotion des technologies propres (IRGT, dissous en 2009). Subventionné par les trois régions belges, l'IRGT vise la concertation entre les autorités politiques, les partenaires sociaux et économiques, les associations de protection de l'environnement sur des dossiers divers (la gestion durable des forêts, le problème des crues, etc.). Nombreux sont ceux qui pensent alors que tout en remplissant un rôle véritable, l'institut sert surtout à assurer un revenu au jeune prince, qui ne reçoit pas de dotation de la liste civile à l'époque. Le directeur général de l'institut croira nécessaire de préciser que le prince travaille effectivement, alors que le scandale des détournements de fonds dans la Marine sera à son comble (voir plus bas).
Proche de la famille princière de Bourbon-Siciles, le prince Laurent a été fait en 1994 à Rome chevalier de l'ordre constantinien de Saint-Georges. Il est aussi le parrain de la princesse Maria Carolina, fille du prince Charles de Bourbon des Deux-Siciles, duc de Castro, et de Camilla Crociani.
En compagnie du docteur Jean Bastien (le vétérinaire chez qui il avait fait un stage pour ses 18 ans), il annonce en 1995 la création de la fondation Prince-Laurent pour le bien-être des animaux sauvages et domestiques. Son activité la plus connue est la gestion de ses quatre dispensaires pour animaux, situés dans le quartier des Marolles (Bruxelles), à Seraing, à Anvers et à Boussu. En échange d'une cotisation annuelle de cinq euros, les personnes défavorisées peuvent y faire soigner leur animal gratuitement. Le deuxième pilier de la fondation est la plate-forme belge des méthodes alternatives à l'expérimentation animale. Enfin, la Fondation mène aussi des actions de sensibilisation pour le bien-être des chevaux, des poneys et des ânes et offre des bourses à des associations de défense des animaux.
En 1996, le prince Laurent sort un livre intitulé Suivez le chien dans l'art et la ville, fruit de plusieurs années de recherches et de promenades. Dans le domaine culturel, il accepte  la présidence d'honneur de l'Orchestre national de Belgique (depuis 1996) et la présidence d'honneur de la fondation Euphonia qui a pour objectifs la promotion des jeunes musiciens talentueux, la création musicale et la rencontre du public mélomane.
Le 31 mai 2000, il rejoint son frère et sa sœur sur les bancs du Sénat. Après avoir prêté serment comme sénateur de droit, il prononce un plaidoyer en faveur de l'environnement. L'IRGT lance en 2000 son premier projet à l'étranger : planter une centaine d'hectares de haies en Mauritanie afin de lutter contre l'avancée des sables du désert autour de Nouakchott, la capitale. Laurent s'y est rendu en 2000 et en 2003 pour constater l'évolution de ce projet. Le prince est également président d'honneur depuis 2003 de l'association sans but lucratif De Gentse Barge.
L'Association belge pour le Contrat de l'eau demande en 2001 l'aide du prince. Celle-ci avait rédigé un manifeste contre la commercialisation de l'eau pour que chacun (riche ou pauvre) ait accès à l'eau potable. Objectif de l'association : recueillir 100 000 signatures de sa pétition avant le Sommet des Nations unies sur le développement durable à Johannesbourg en 2002. Pendant un an, Laurent va défendre le manifeste devant des parlements régionaux, des conseils communaux, des étudiants, des hommes d'affaires, des journalistes et de simples citoyens.
Grâce à la détermination de la Fondation Prince Laurent depuis 2002, la Charte du bien-être des animaux de ferme voit le jour le 20 septembre 2006 lors d'une cérémonie officielle de signature dans les serres royales de Laeken.
En 2006, il crée une nouvelle fondation privée, dont il est administrateur et président du conseil d'administration : Global Renewable Energy and Conservation Trust (dissoute en 2014). Son siège se trouve à la Maison des énergies renouvelables de Bruxelles (inaugurée en 2006), qui est une vitrine de toute la technologie la plus pointue en matière d'efficacité énergétique. Le prince Laurent a reçu, en avril 2007 au Parlement européen, le « National Global Energy Award » pour la création et la promotion de cette fondation privée.
En mars 2011 il effectue un voyage controversé au Congo, et ce à quelques mois des élections présidentielles, contre l’avis du Palais et du gouvernement belge.
En mars 2014, il est atteint d'une pneumonie dont le traitement occasionne son placement dans un coma artificiel pendant quelques jours pour optimaliser son traitement (dixit RTL-TVI) .
En mai 2014, il accepte une mission d'ambassadeur spécial pour l'Organisation des Nations unies pour l'alimentation et l'agriculture.
En 2018, à la suite d'une décision de la chambre des représentants,  la dotation du prince sera réduite de 15 %, et ce dernier adressera une lettre au président de la chambre pour dénoncer « l’absence de procès équitable ».
Il réclame en 2025 le droit au bénéfice de la sécurité sociale, pour lui et sa famille, pour son activité de représentant de la monarchie — une centaine de visites et missions de représentation chaque année —, en addition de ses 5 000 euros mensuels.

### Mariage et descendance
Après avoir reçu l'accord du gouvernement fédéral, le roi et la reine ont annoncé le 19 décembre 2002 les fiançailles de leur fils cadet avec Claire Coombs, qui apparaissait à ses côtés en public depuis un an. Le 12 avril 2003, le prince Laurent et Claire Coombs s’unissent civilement à l'Hôtel de ville de Bruxelles par le bourgmestre Freddy Thielemans. Le mariage religieux se déroule à la cathédrale Saints-Michel-et-Gudule et est marqué par une méditation du prêtre français Guy Gilbert (surnommé « le curé des loubards ») qui met en évidence les qualités humaines du prince. Le couple a trois enfants : 
- Louise Sophie Mary de Saxe-Cobourg[1],[2], princesse de Belgique (Woluwe-Saint-Lambert, 6 février 2004), seizième dans l'ordre d'accession au trône de Belgique ;
- Nicolas Casimir Marie de Saxe-Cobourg Casimir Marie de Saxe-Cobourg[1],[2], prince de Belgique (Woluwe-Saint-Lambert, 13 décembre 2005), dix-septième dans l'ordre d'accession au trône de Belgique ;
- Aymeric Auguste Marie de Saxe-Cobourg[1],[2], prince de Belgique (Woluwe-Saint-Lambert, 13 décembre 2005), dix-huitième et dernier dans l'ordre d'accession au trône de Belgique.

Ils habitent à Tervuren dans la Villa Clémentine, une propriété de la Donation royale.

## Polémiques et scandales
De manière générale, le prince Laurent est perçu comme un « électron libre » difficile à contrôler.
Les commentateurs trouvent dans la vie de Laurent deux éléments qui, selon eux, expliquent en grande partie la personnalité et les problèmes de Laurent.
Il y a tout d'abord sa jeunesse, particulièrement l'époque où ses parents vivaient quasiment séparés et étaient souvent absents de la maison familiale, le Belvédère. Laurent, son frère et sa sœur sont élevés par des gouvernantes et des militaires. La réponse de Laurent à ce mélange de désintérêt et de contraintes a été la rébellion contre ses parents et l'ordre établi.
Par ailleurs, le prince Laurent a souffert de l'époque où ses parents l'envoyaient chez son précepteur en tram avec vingt francs belges pour payer l'aller-retour, sans argent de poche, et en a gardé l'habitude de se faire entretenir par des connaissances.[réf. nécessaire] Sa jeune vie d'adulte n'a pas amélioré cette situation, puisque ce n'est pas avant 2003 que le principe d'une dotation royale lui est reconnu, ce qui l'a forcé à des expédients, quand ce n'est pas son entourage qui crée des structures ad hoc lui permettant de vivre (telles que l'IRGT ou sa Fondation). Le fait de recevoir une dotation n'a pas résolu les problèmes d'argent du prince, qui se plaint de manière récurrente du manque de moyens et a un grand appétit pour l'argent.
Le côté rebelle de Laurent a permis de construire une image de prince simple et éloigné du protocole, mais son rapport à l'argent renvoie une image plus sombre.
C'est ainsi que le prince qui fait parler le père Gilbert à son mariage ou qui se rase la tête à la suite d'une déconvenue amoureuse attire la sympathie, de même que les actions de sa Fondation.
Son amour des belles voitures et surtout de la vitesse, s'il attire des froncements de sourcils, participe aussi de cette image d'enfant terrible sympathique. Bien sûr les réactions sont négatives quand il échappe indûment à des poursuites ou, pire, lorsqu'il se rend coupable de délit de fuite, et la nouvelle de son retrait de permis de conduire n'étonne personne.
Mais il est clair que l'argent est à la base de beaucoup de polémiques liées à Laurent. Alors qu'une grande discrétion était de mise à cet égard, diverses informations ressortent depuis l'affaire des détournements au sein de la Marine (détaillée ci-dessous). Si la tendance du prince à prendre un billet d'avion en classe économique et à s'installer en première classe peut prêter à sourire, certains parlent de la boulimie d'argent dont souffre le prince et affirment qu'il utilise son titre pour faire des affaires.
En 2011, à la confluence de ces polémiques, se situe l'affaire du voyage au Congo qui aboutit à une redéfinition des obligations du prince à l'égard du pays.

### Affaire des détournements de fonds à la Marine belge
À la fin de l'année 2006, une enquête sur des détournements effectués par plusieurs officiers de l'armée belge révèle que la villa Clémentine, propriété du prince Laurent, a été partiellement aménagée grâce à de l'argent provenant de la Marine. Alors que le prince n'a jamais été mis en cause par les enquêteurs, certains inculpés alertent la presse et une véritable tempête médiatique s'abat sur le prince Laurent. Tandis que la question des protections dont Laurent aurait bénéficié se pose, certains hommes politiques remettent même en question le principe de la dotation octroyée à Laurent tandis que les langues se délient au sujet de la création de l'IRGT.
À la suite d'un arrêté royal promulgué par le gouvernement et permettant de le citer comme témoin, Laurent a été, le 9 janvier 2007, le premier membre de la famille royale belge à être entendu durant un procès, au tribunal correctionnel du Palais de Justice de Hasselt. Quant aux sommes utilisées dans la Villa Clémentine, le Roi se prononce rapidement pour affirmer qu'elles doivent être remboursées et décide d'ailleurs de rembourser les 185 000 euros à la place de son fils.

### Voyages au Congo et en Libye
En mars 2011, il effectue un voyage controversé au Congo, et ce à quelques mois des élections présidentielles, contre l’avis du Palais et du gouvernement belge. Tandis que certains proches défendent Laurent, celui-ci se pose en victime et pointe notamment un conseiller du palais qu'il estime être la source de ses malheurs. Cette sortie provoquera, fait rarissime, une rupture du silence habituel du palais qui oppose un démenti cinglant aux accusations de Laurent et confirme que « le Roi est fâché » (sur Laurent).
La polémique enfle rapidement et porte sur le sujet des dotations royales, qui avaient fait l'objet d'un débat en 2009 et le principe même d'une dotation royale pour Laurent semble pouvoir être remis en cause. Il apparaît que Laurent a également voyagé en Libye et que tous ces voyages avaient un parfum d'« affaires ». Dès lors, le premier ministre se positionne encore plus clairement et le prince se soumet alors à un cadre pour ses activités.

## Grades militaires
| - Enseigne de vaisseau de 2e classe (septembre 1985) - Prête le serment d’officier le 30 octobre 1985 - Spécialité : plongeur et pilote d’hélicoptère - insigne de plongeur : 20 juillet 1989 à Bruges par prince Albert de Liège, amiral de division - Promu au grade de lieutenant de vaisseau en septembre 1989 - Ailes de pilote d’hélicoptère (roi Baudouin, son oncle 1990) - Promu au grade de capitaine de frégate le 15 novembre 1994 - Promu au grade de capitaine de vaisseau le 26 juin 2004 | \| \| \| \| \| \| 1985 \| 1989 \| 1994 \| 2004 \| |      |      |
| |                                                   |      |      |
| 1985 | 1989                                              | 1994 | 2004 |

## Distinctions et décorations
- Grand cordon de l'ordre de Léopold (Belgique, 1993)[37]
- Grand-croix de l’ordre du Mérite de la République fédérale d'Allemagne (1998)
- Grand-croix de l’ordre du Mérite civil et militaire d'Adolphe de Nassau (Luxembourg, 1999)
- Chevalier d’honneur et de dévotion de l’ordre souverain de Malte (1999)
- Grand-croix de l’ordre du Mérite civil (Espagne, 2000)[38]
- Grand-croix de l’ordre royal de l'Étoile polaire (Suède, 2001)
- Grand-croix de l’ordre royal du Mérite (Norvège, 2003)
- Grand-croix de l’ordre de l'Infant Dom Henri (Portugal, 2005)
- Grand-croix de l'ordre de la Couronne (Pays-Bas)